# Jürgen Jost
Pour les articles homonymes, voir Jost.
Jürgen Jost (9 juin 1956 à Münster) est un mathématicien allemand. Il est depuis 1996 directeur de l'Institut Max-Planck de mathématique des sciences à Leipzig.

## Biographie
Après des études supérieures en mathématiques, physique, économie et philosophie, Jürgen Jost a obtenu en 1980, à l'université de Bonn, un doctorat, sous la direction de Stefan Hildebrandt (de). Il y a passé en 1984 une habilitation en mathématiques, puis il a occupé, à l'université de Bochum, la chaire de « mathématiques X, analyse ». À la même époque, il a été le coordonnateur du groupe « Analyse stochastique et systèmes à une infinité de degrés de liberté », dans le cadre du projet spécial de recherches no 237, tenu de juillet 1987 à décembre 1996.
Ses travaux lui ont valu, en 1993, le prix Gottfried Wilhelm Leibniz de la Deutsche Forschungsgemeinschaft.
Depuis 1996, il est directeur et membre scientifique de l'Institut Max-Planck de mathématique des sciences à Leipzig, répondant ainsi, après plus de 10 ans de travaux à Bochum, à l'offre de cet institut « d'aborder de nouveaux problèmes de recherche à la frontière entre mathématiques et les sciences naturelles et d'encourager simultanément la recherche mathématique en Allemagne, en particulier dans les domaines de la géométrie et de l'analyse ».
Il a été nommé en 1998 professeur honoraire à l'université de Leipzig. En 2002, il y a fondé, avec deux collègues de l'Institut Max-Planck, le Centre interdisciplinaire pour la bio-informatique (IZBI).
Jost a été orateur invité au Congrès international des mathématiciens de 1986 à Berkeley (Californie), avec une conférence intitulée Two dimensional geometric variational problems. Il est membre de l'Académie des sciences et des lettres de Mayence (1998), de l'Académie des sciences de Saxe à Leipzig (2001), de la Leopoldina à Halle (2002) et membre extérieur de l'Institut de Santa Fe au Nouveau-Mexique.

## Thèmes de recherche
- Systèmes dynamiques complexes
- Réseaux neuronaux
- Structures cognitives et neurobiologie théorique ; sciences cognitives, biologie théorique et mathématique
- Géométrie riemannienne ; analyse et géométrie
- Calcul des variations et équations aux dérivées partielles ; physique mathématique

## Sélection de publications
- (en) Harmonic mappings between Riemannian manifolds, ANU-Press, Canberra, 1983
- (en) Harmonic maps between surfaces, Springer LNM 1062, 1984
- (en) Nonlinear methods in complex geometry, Birkhäuser, Basel, Boston, coll. DMV-Seminare, no 10, 1988, 2e éd. 1991
- (en) Two dimensional geometric variational problems, Wiley-Interscience, Chichester, 1991
- (de) Differentialgeometrie und Minimalflächen, Springer, 1994, 2e éd. 2007 (avec J.-H. Eschenburg)
- (en) Riemannian Geometry and Geometric Analysis [détail des éditions]
- (en) Compact Riemannian Surfaces [détail des éditions]
- (en) Postmodern Analysis, Springer, 1998, 3e éd. 2005
- (en) A mathematical introduction to string theory - variational problems, geometric and probabilistic methods (avec S. Albeverio (en), S. Paycha et S. Scarlatti), London Math. Soc., Lecture Note Series 225, Cambridge Univ. Press, 1997
- (en) Calculus of Variations (avec X. Li-Jost), Cambridge Univ. Press, 1998
- (en) Nonpositive curvature: Geometric and analytic aspects, (Lectures in mathematics: ETH Zürich), Birkhäuser-Verlag, Basel, 1997
- (de) Partielle Differentialgleichungen, Springer, 1998
- (en) Bosonic Strings: A mathematical treatment, AMS International Press, 2001
- (en) Partial Differential Equations, Springer, 2002, 2e éd. 2007
- (en) Dynamical Systems. Examples of Complex Behaviour, Springer, 2005
- (en) Geometry and Physics, Springer, 2009